# Monestir de Santa Maria de Pedralbes
El Monestir de Santa Maria de Pedralbes és un conjunt monumental que dona nom al barri de Pedralbes de Barcelona, declarat bé cultural d'interès nacional. El cenobi ha tingut presència monacal de l'orde de Santa Clara al llarg de 700 anys, entre 1327 —quan, impulsat per la reina Elisenda de Montcada, fou consagrada l'església de Santa Maria— i el 2025, quan les tres últimes monges van abandonar el monestir.

## Història

### Edat antiga
Entre 1989 i 1991, en intervencions arqueològiques que van fer-se al recinte del monestir i en àrees adjacents es van documentar un assentament de l'època romana i una ocupació de l'edat mitjana però anterior a la construcció del monestir. Al jardí de les Corts i al carrer de Montevideo es van descobrir estructures que s'ajusten a les característiques de les dependències d'una vil·la romana destinades a l'explotació agropecuària (la pars rustica) del període altimperial i se'n va documentar algun mur. Els sondeigs fets a l'interior de l'antic dormitori de les monges van revelar l'existència de diverses sitges. La interpretació de les restes suggereix que el conjunt hauria funcionat com una zona d'elaboració i emmagatzematge d'algun producte agrícola. La presència d'algunes cubetes i un lacus o bassa pavimentat amb opus signinum, que es va trobar en l'excavació, indica que hi devia haver una premsa d'oli o de raïm.

### Edat mitjana
El monestir va ser fundat pel rei Jaume el Just i per la seva esposa la reina Elisenda de Montcada el 1327, amb la intenció que servís de lloc de retir per a la reina en el moment d'enviudar, que es preveia proper per l'edat i la salut del rei.
El gener del 1326, la reina Elisenda comprà a Elisenda, vídua d'Arnau de Sarrià, i al seu fill Bernat el mas Pedralbes, situat al peu de la muntanya de Sant Pere Mártir i a l'oest de la ciutat. Al febrer obtingué del papa Joan XXII la facultat per fundar el monestir de clarisses que volia, amb la condició que arribés a dotze el nombre de religioses i que la sustentació fos segura, es dir, d'acord amb la reforma de la regla de santa Clara aprovada per Urbá IV.
El monestir es va inaugurar amb una missa solemne el 3 de maig de 1327. Albergava una comunitat de monges clarisses, formada en la seva major part per filles de nobles. La reina va posar especial interès en aquest monestir, al qual va dotar de diversos privilegis. Gràcies a un d'aquests privilegis, el monestir quedava sota la protecció directa de la ciutat, a través del Consell de Cent, que es comprometia a defensar-lo en cas de perill.
La mateixa Elisenda de Montcada va fer construir un palau annex al qual es va traslladar pels volts de febrer de 1328, després de la mort del seu marit, el mes de novembre del 1327. Elisenda va residir al palau del monestir fins al moment de la seva mort, el 1364. Malgrat que la mateixa reina va ordenar al seu testament que l'edifici fos derruït després de la seva defunció, l'any 1972 Maria Assumpta Escudero i Ribot va considerar que havia descobert les restes del Palau dins del mateix monestir de Pedralbes al costat del dormitori de les monges, si bé d'altres investigadors han proposat hipòtesis alternatives sobre la situació del palau, més obert a l'exterior. Des del 1329 hi va haver una petita comunitat de frares franciscans (inicialment sis) per cuidar-se de l'espiritualitat de les monges; aquests frares s'allotjaven a l'edifici conegut com el conventet.

### Edat moderna
El 1466, després de la mort del Príncep de Viana durant la Guerra Civil catalana (1462-1472), les monges es van veure obligades a deixar el monestir, trencant així la clausura, i es van recollir al monestir de Sant Joan de Jerusalem i, ja el 1468, al Palau de la Vescomtessa i a unes cases del carrer Santa Anna de la seva propietat. Durant aquesta guerra el monestir es va convertir en el quarter general dels partidaris de Joan II i és on es va produir la capitulació de Pedralbes el 24 d'octubre de 1472.
Més endavant, durant la Guerra dels Segadors  les monges van ser exclaustrades de nou i es van allotjar a la residència del marquès d'Aitona, on van haver de restar durant tres anys. En virtut de l'acord establert per Elisenda de Montcada amb la ciutat, les religioses van ser escortades fins a la seva destinació per soldats armats. La mare abadessa tancava el seguici, acompanyada pel segon conseller de la ciutat. Després d'aquesta llarga estança el monestir va començar a acusar una lenta decadència al llarg del segle xvii, en part per la mala gestió d'algunes abadesses, en part per les circumstàncies socioeconòmiques i polítiques del moment, que van agreujar fets com la pèrdua del municipi de Sarrià, l'obligatorietat de pagar impostos a l'Ajuntament, la Guerra de Successió, etc.
El 30 de juliol del 1835, després de la crema de convents produïda a Barcelona, les monges van rebre l'ordre d'exclaustració i el 23 d'agost es va dissoldre la comunitat i es van tapiar les entrades de l'església i el monestir, restant les monges disperses durant tres anys. Tot i això, el monestir no fou afectat per la desamortització, cosa que ha contribuït a la seva bona conservació en comparació amb altres elements del patrimoni eclesiàstic del país.

### Edat contemporània
El 1931, l'estat va declarar el monestir monument històricoartístic i, en esclatar la Guerra Civil, se'n feu càrrec la Generalitat i va ser cremat el retaule major. El 1938 s'hi instal·là el Dipòsit General d'Arxius, on es reunien els fons dels arxius de diferents institucions (sobretot religioses) que es podia anar salvant de les vicissituds del moment. A partir del 1949, una part del monestir es va obrir al públic, i el 1975 es va construir un edifici a l'antic hort per tal de destinar la major part de les instal·lacions antigues al Museu-monestir de Pedralbes, que a les darreries del segle xx va passar a formar part del Museu d'Història de la Ciutat. En aquest museu s'exhibeixen peces relacionades amb la vida monàstica, gairebé totes pertanyents al patrimoni de les religioses. El 1993 es va destinar una part del recinte a allotjar una petita part de la col·lecció Thyssen-Bornemisza. El 2004, aquesta col·lecció es va traslladar al Museu Nacional d'Art de Catalunya (MNAC). Una petita comunitat de monges clarisses segueix residint, en clausura, a l'actual monestir. El 13 de juliol del 2011, el regidor del districte de Sarrià-Sant Gervasi, Joan Puigdollers, afirmà que treballaria perquè el seu districte recuperés el monestir en detriment del barri de les Corts. Des del 2012 s'hi celebren els Diàlegs de Pedralbes, un cicle de pensament contemporani sobre l'espiritualitat dirigit per Francesc Torralba.
El 2014 morí Pierrette Prat i Galindo, una religiosa que havia entrat al monestir el 1957, on visqué fins al final de la seva vida. Entre el 1957 i el 1987 fou presidenta federal dels monestirs de clarisses de Catalunya. Des del 1987 i fins al 2007 en fou l'abadessa.

## Arquitectura
El perímetre del monestir de Pedralbes va estar en un origen voltat per una muralla. D'aquesta muralla únicament es conserven dues torres de vigilància i dues de les portes que donaven accés al recinte.

### Església
L'església de Pedralbes consta d'una única nau, amb set trams de voltes quatripartites i un absis heptagonal. Entre els contraforts de les tres primeres voltes (o sigui, entre la porta i l'absis) s'hi disposen capelles; el quart tram correspon a la porta, que s'obre a la plaça del Monestir, i els tres darrers al cor, que en el cinquè tram té dos pisos (el cor baix i el cor alt), però que en el sisè i el setè només té el pis alt, ja que el pendent natural del terreny fa que aquests dos trams del cor alt estiguin construïts directament sobre la roca granítica. Fins al segle xix, el cor havia estat separat de la resta de l'església per una paret que pujava gairebé fins a les voltes, i que tenia al mig una finestra enreixada amb una espessa gelosia a través de la qual les monges podien seguir l'ofici, però el 1894 es va enderrocar la paret, del cor alt i es va doblar la del cor baix, per tal de suportar el pes de l'orgue, que es va instal·lar aproximadament al lloc on hi havia hagut la finestra.
A més del cor alt i el cor baix, també hi ha el cor dels frares, situat al mig de l'església i fora de l'àmbit de la clausura, i que en ser de poca alçada (1,3 m) no trenca la unitat espacial de la nau, a diferència del que passa en altres esglésies que tenen cors amb parets o cadirats més alts, com la catedral de Barcelona.
La simplicitat de les línies de l'església, especialment el campanar octogonal, acabat en aresta viva, infon una acusada modernitat a l'edifici i va provocar l'admiració de Le Corbusier en la seva visita de 1928; en un discurs fet llavors al Saló de Cent de l'Ajuntament, digué: El Monestir de Pedralbes, quina simplicitat més moderna! És el millor que he vist a la vostra terra durant molts anys.

### Claustre
És l'element més important del monestir després de l'església, és l'espai al voltant del qual s'ordena el monestir, té tres pisos d'altura i una longitud de 40 metres. Donen a l'esmentat claustre el sepulcre de la reina Elisenda, el dormitori, l'abadia, la infermeria, el menjador (refetor) i la sala capitular.
Els dos pisos inferiors són del s. XIV amb arcs espaiosos apuntats, sobre columnes amb capitells molt estilitzats, amb escuts dels reis d'Aragó i de la casa de Montcada. El pis superior és sense arcades i amb sostre en vessant.
Hi destaca les pintures de la cel·la de Sant Miquel, obra de Ferrer Bassa que decoren totalment la cel·la de pregària de l'abadessa. Realitzades el 1346, mostren la influència que va rebre aquest artista del pintor italià Giotto i són la millor mostra d'aquest gòtic italianitzant fora d'Itàlia.

### El jardí medieval de plantes medicinals
D'acord amb les tradicions monàstiques, en el claustre dels monestirs es cultivaven diverses plantes medicinals i així ho degueren fer les monges del Monestir. Com a complement a l'exposició Plantes, remeis i apotecaris, organitzada l'any 2007 pel Museu-Monestir de Pedralbes, es va impulsar la recreació d'un jardí medicinal medieval amb una cinquantena de plantes amb propietats remeieres segons el coneixement medieval. Recentment, i en el marc d'un conveni de col·laboració impulsat per aquest Museu Monestir i la Facultat de Farmàcia de la Universitat de Barcelona, s'ha possibilitat fer un passeig virtual per aquest jardí medieval a partir del treball d'un grup d'estudiants assessorats per professors de botànica de la Facultat.
Aquest jardí està relacionat amb la teoria dels humors.

### Tomba d'Elisenda de Montcada
Entre el claustre i l'església hi ha el panteó de la reina Elisenda. Està situat al mur de separació que hi ha entre les dues dependències, de manera que inclou una tomba bifront, amb una de les seves cares que dona al claustre i l'altra a l'església. Així, l'estàtua jacent que hi ha sobre el sepulcre pot mostrar la reina en les seves dues facetes: a l'església –recinte públic i accessible a tots els fidels– es veu Elisenda elegantment vestida i coronada com a reina, amb decoració policroma i escultures de marbre, mentre que al costat del claustre –dintre de la clausura i només accessible a la comunitat monàstica– se la veu amb l'hàbit franciscà, vestida com a vídua i monja, amb escultures de terracota.
No es conserva documentació sobre el sepulcre: tot i ser una de les obres escultòriques més notables de l'època, se'n desconeix l'autor. Se sap que quan la reina va atorgar testament, el 1364, la tomba ja estava acabada.
El ritu de clausura comportava que en els decessos la monja fos inhumada al claustre fins que per l'activitat en el museu es va disposar fer-ho en una zona de l'exterior.

### El conventet i les cases de la baixada del Monestir
A la cantonada entre la baixada del Monestir i la plaça del Monestir hi ha l'edifici conegut com el Conventet, que actualment queda fora del recinte del monestir però que fins a la desamortització n'havia format part. Va ser construït el 1329 per allotjar la comunitat de frares menors que es cuidaven de l'assistència espiritual de les monges del monestir. És un edifici senzill amb un petit claustre, i l'arquitecte Enric Sagnier el va reformar el 1919 incorporant-hi elements romànics procedents de la desapareguda església de Santa Maria de Besalú, molt visibles a l'exterior. El decorador Jaume Llongueres realitzà la decoració interior i els esgrafiats de la façana que dona al carrer Bisbe Català (l'oposada a la plaça del Monestir). És de propietat privada, pertanyent, de fa ja molts anys, a la família Gòdia.
Les altres cases de la baixada del monestir, davant del conventet, entre l'entrada i la porta inferior de la muralla havien estat la fleca, la carnisseria i d'altres dependències, i posteriorment han seguit pertanyent al monestir dedicades a altres usos.

## Comunitat
Les primeres catorze monges que hi residiren van ser, segons el document fundacional: a més de l'Abadessa Sobirana d'Olzet, Francesca Saportella, Constança Soriguera, Alamanda de Montsoliu, Saurina de Jonqueres, Constança de Vilardell, Dolça Llull, Constança Fiveller, Constança de Molins, Margarida de Bonvilar, Maria Llull, Serena Fiveller, a més de les dues llegues Alamanda de Cànoves i Elisenda.
El febrer del 2025, quan ja només quedaven tres monges al monestir, la comunitat va abandonar el recinte després de 700 anys de presència ininterrompuda. La decisió del bisbat de Barcelona per mantenir-hi el culte acompanya el manteniment de l'edifici  obert a les visites culturals i com a espai per a exposicions temporals, així com l'hort, destinat a pràctiques experimentals de recuperació de cultius antics, gairebé extingits.
Les monges clarisses del Monestir de Pedralbes han conservat al llarg dels segles una tradició molt popular a Barcelona: perquè no plogui quan s'ha de celebrar un casament, la gent porta ous al monestir i fins i tot poden dir aquesta cantarella: «Santa Clara i Sant Pujol, feu bona escombrada a aquesta nuvolada que tapa el sol».

## Galeria

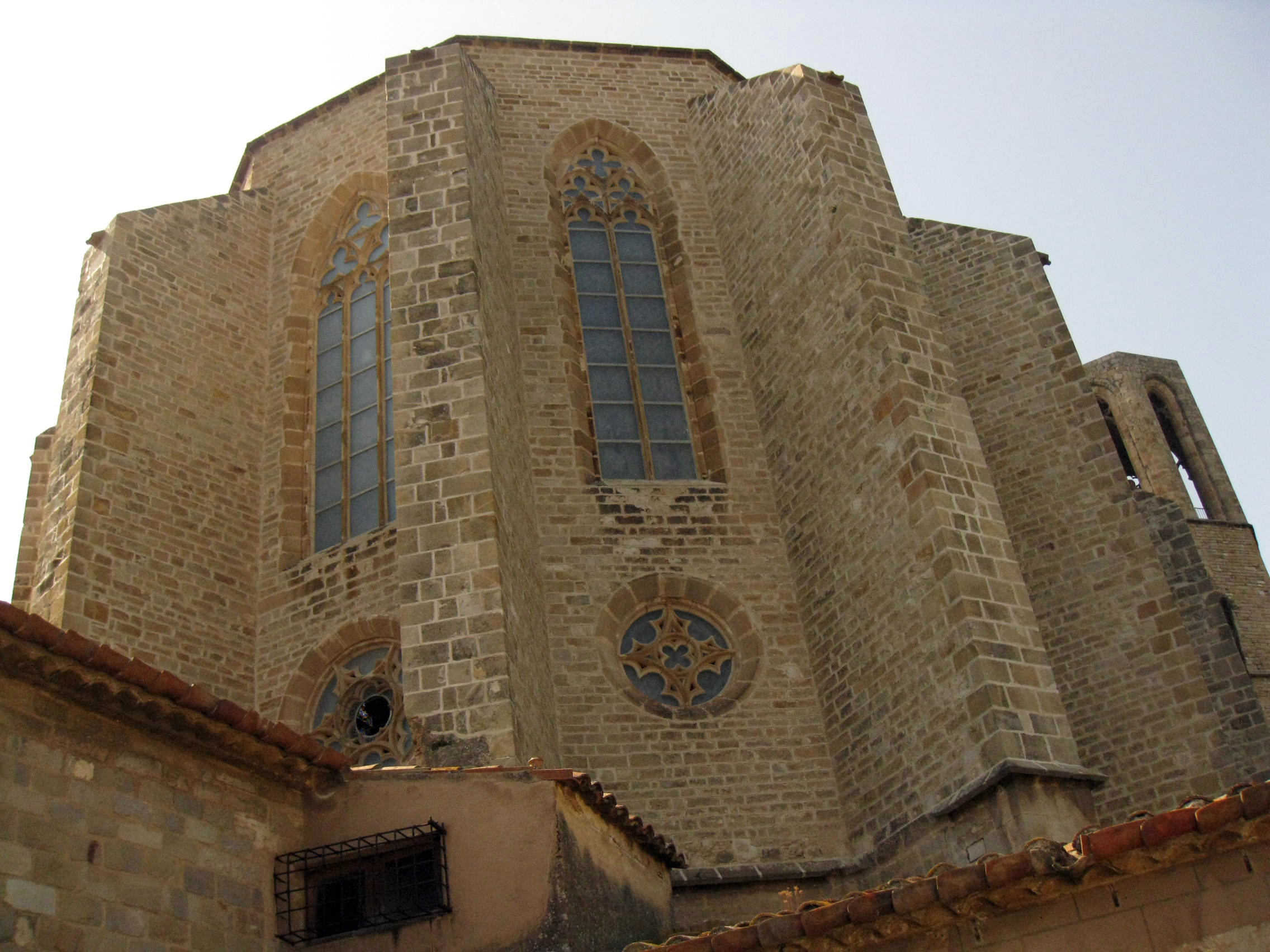
Absis.
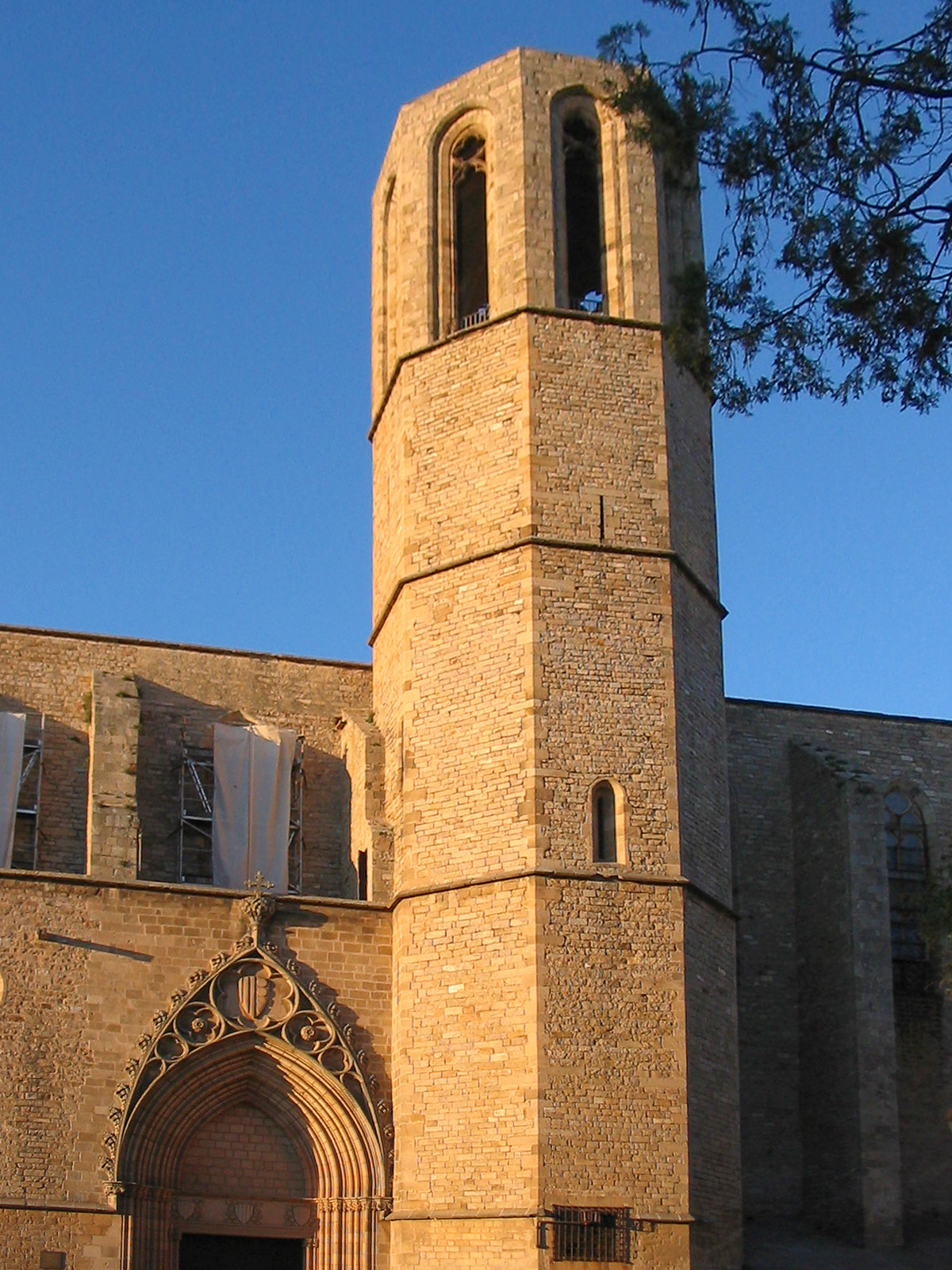
Façana i torre del monestir.
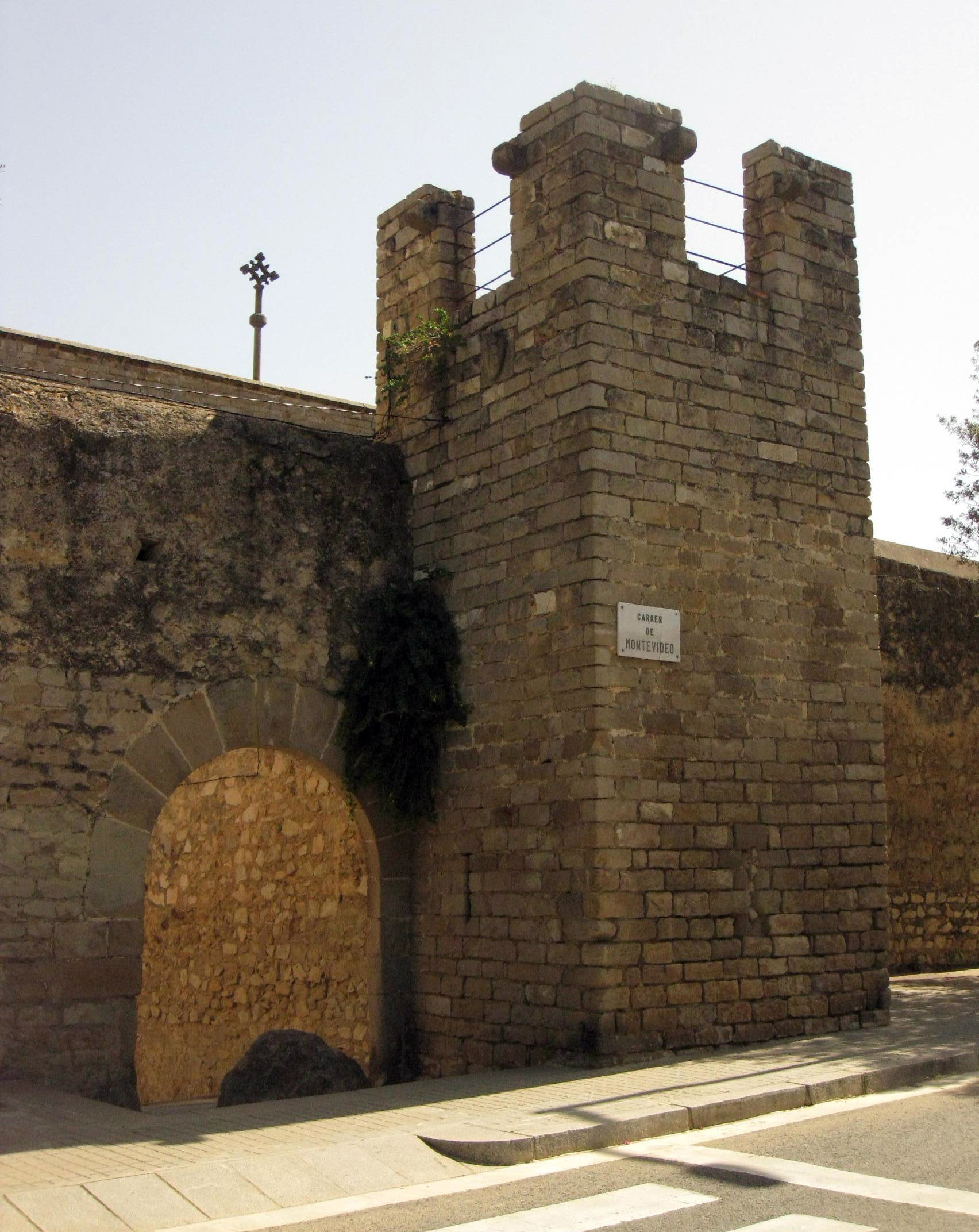
Torre i porta nord del recinte.
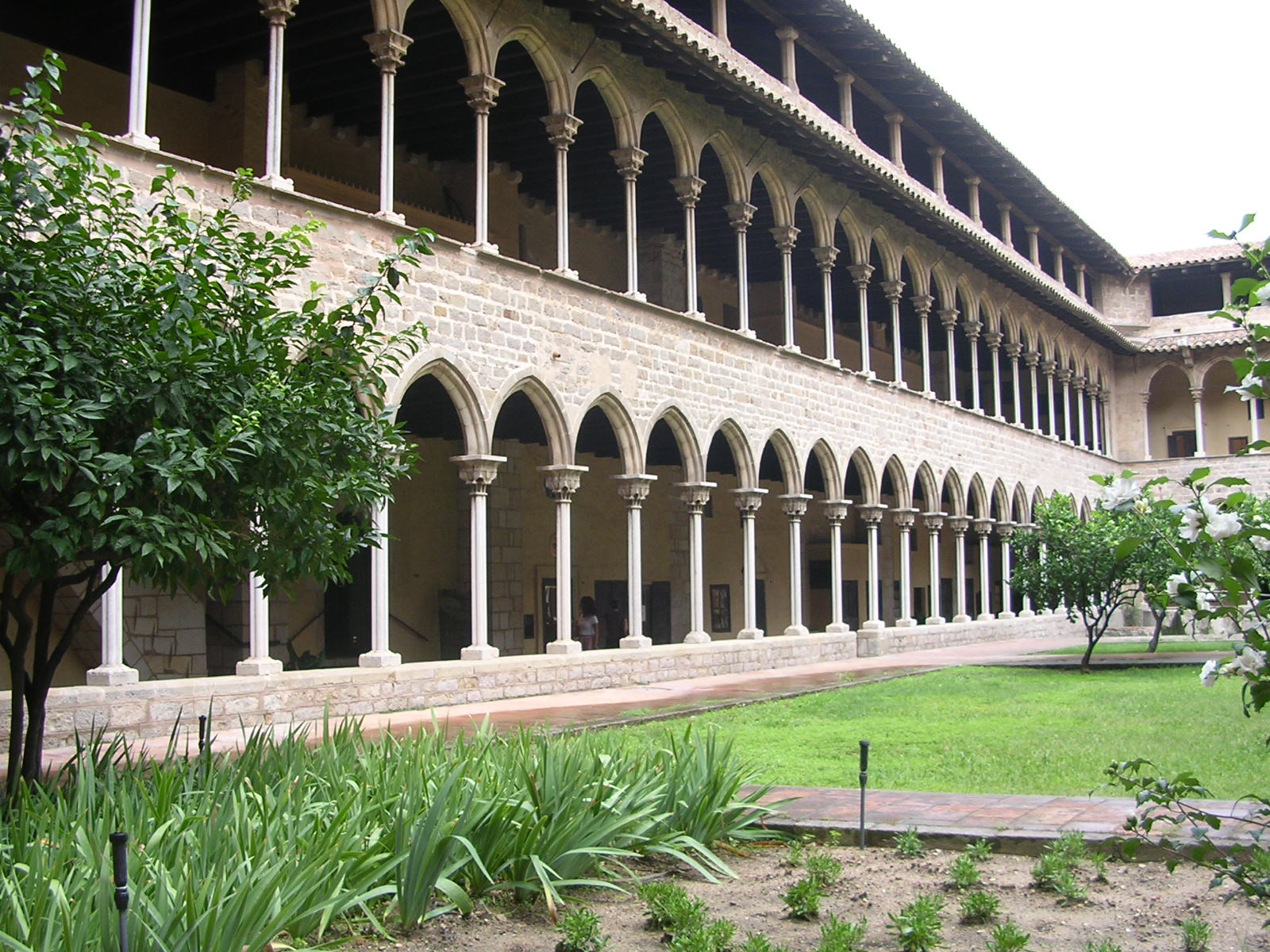
El claustre del monestir amb el jardí de plantes medicinals.
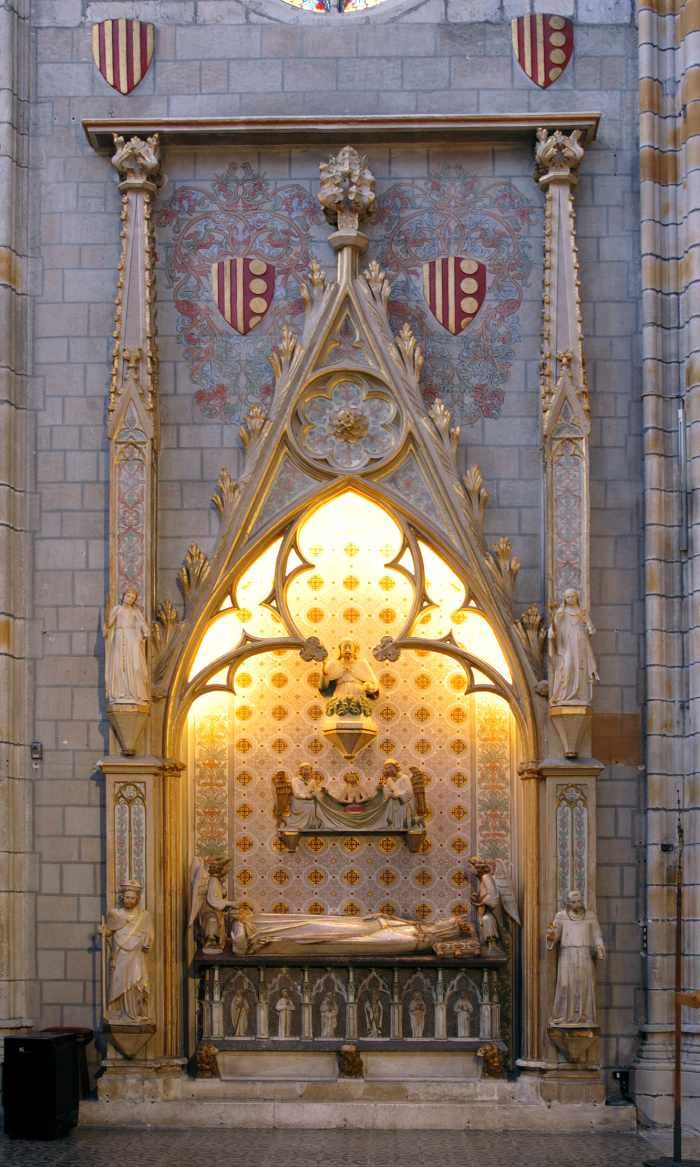
Tomba d'Elisenda de Montcada, al costat de l'església.
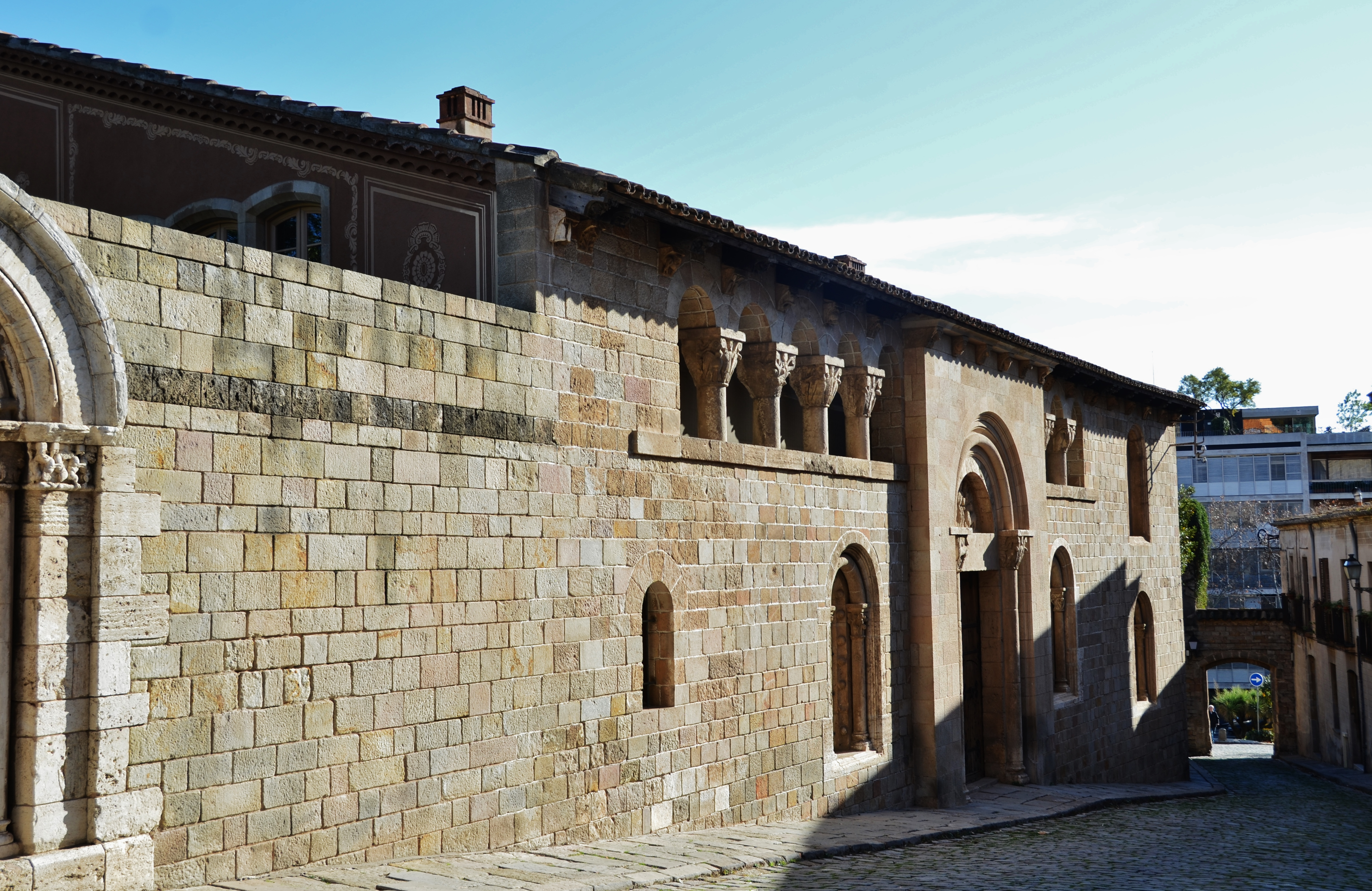
El conventet.
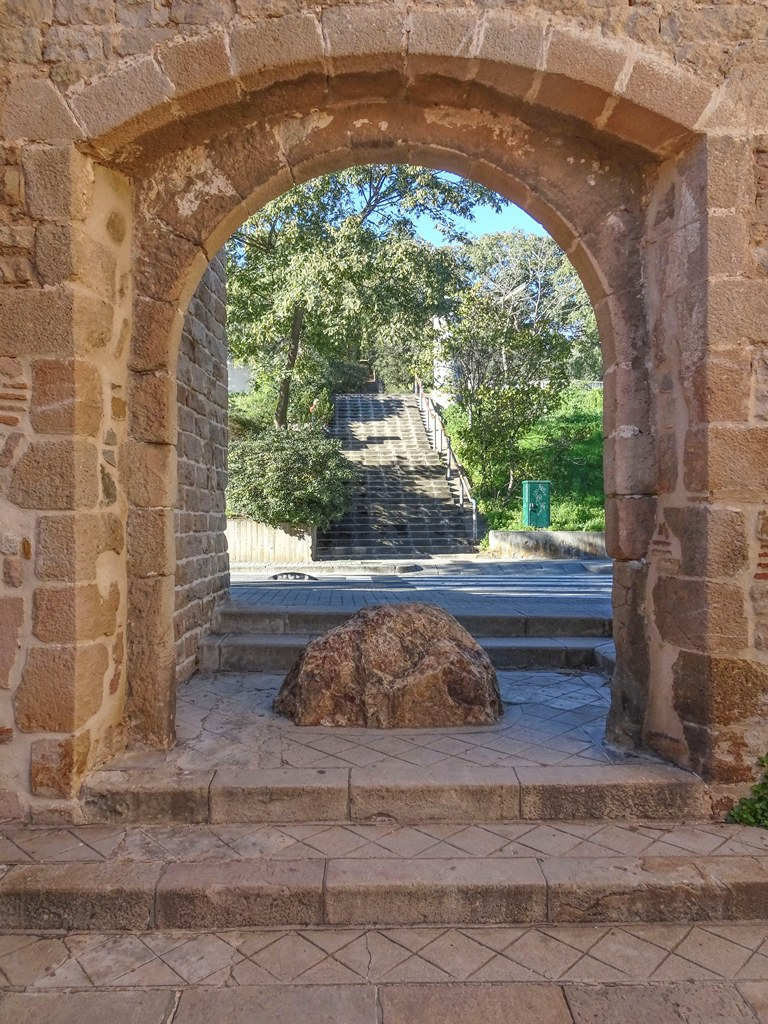
El menhir de l'Àngel a la porta nort cap al carrer de Montevideo.